# 東洋バルヴ
東洋バルヴ株式会社（とうようバルヴ、Toyo-Valve Co.,Ltd.）は、東京都中央区日本橋人形町3丁目に本社を置くバルブ・流体制御用機器等の販売会社である。
キッツの完全子会社、株式会社キッツマテリアルを前身とし、2004年（平成16年）に旧・東洋バルヴ及び同社子会社のトーバルエンジのバルブ事業を譲り受けて現社名に改称した。当初はメーカーであったが、2012年（平成24年）に生産部門をキッツに移管した。
本項では旧・東洋バルヴ株式会社についても述べる。

## 概要
旧・東洋バルヴは1919年（大正8年）、長野県諏訪郡上諏訪町（現・長野県諏訪市）で製糸用蚕繭買い取り業を営んでいた長男の北澤國男、上諏訪町清水町の鋳物工場平野屋鋳造所に勤務していた次男の北澤友喜・北澤克男・北澤元男ら4兄弟が、製糸工場向けバルブの製造販売を行う「北澤製作所」として上諏訪町湯の脇に創業した。
寒冷地の工場向けにカランを肉厚として凍結破損しにくくした「諏訪型」と呼ばれるバルブを開発して急成長。1943年（昭和18年）に合名会社から株式会社に改組し、「北澤工業株式会社」に改称した。1938年（昭和13年）、「東洋バルヴ工業株式会社」を分社。米軍の空襲が激しくなった太平洋戦争後期には軍需工場の指定を受けて八八式七糎野戦高射砲の時計式時限信管を製造し工場の規模を拡大した。1953年（昭和28年）に東洋バルヴ工業株式会社を吸収合併し、1963年（昭和38年）に東洋バルヴ株式会社と改称した。
諏訪工場（長野県諏訪市湖岸通り5丁目）を拠点に、ダクタイル鋳鉄バルブをはじめとする国内有数のバルブメーカーとして量産ラインを拡充。大量生産方式で世界100カ国以上に輸出し、海外にも販売拠点を広げるなどした。オイルショック後の不況の影響を受けて1976年（昭和51年）に倒産したが、その後も積極的に新技術の導入を図りながら経営を再建した。1997年（平成9年）には長野県茅野市金沢に茅野工場を開設。工業用・一般用の各種バルブ、アバカス継手などの製造販売を行った。
北澤製作所・東洋バルヴで技術を培った多くの技術者が戦後独立し、「東洋のスイス」と呼ばれた諏訪地方の精密工業発展の母体となった。オルゴールムーブメント・電子機器メーカーの株式会社三協精機製作所（長野県諏訪郡下諏訪町、現・ニデックインスツルメンツ）、カメラメーカーの株式会社ヤシカ（長野県岡谷市、現・京セラ長野岡谷工場）、ポンプメーカーの株式会社荻原製作所（長野県諏訪郡下諏訪町）などが誕生した。
また北澤國男の長男北澤利男も、北澤工業常務取締役時代の1951年（昭和26年）に退社して独立。北澤工業および東洋バルヴとの資本関係を一切持たずにバルブメーカー株式会社北澤製作所（現・キッツ）を設立し、世界有数のバルブメーカーに成長させた。
経営合理化の一環として2002年（平成14年）に諏訪工場を閉鎖し、製造ラインを茅野工場に統合した。2004年（平成16年）、キッツが事業再編の一環として東洋バルヴのバルブ事業全般を買収。キッツマテリアルが受け皿会社となり、社名を東洋バルヴ株式会社に改称した。事業継承後も引き続きバルブ製造を行い、キッツが培った多品種少量生産方式を導入して経営効率の向上を図ったが、2012年（平成24年）に生産部門はキッツへ承継され、現在は販売のみを担っている。

## 諏訪工場跡地
キッツマテリアルにバルブ事業を譲渡した旧・東洋バルヴは、三井物産系列の「株式会社エヌビーアイ」に改称し、所有する諏訪工場跡地（面積約7万3000平方メートル）の売却をはかった。このうち約1万平方メートルについては旧・東洋バルヴ時代の2003年（平成15年）に地元諏訪市が買収。残る約6万3000平方メートルについては、民間への売却交渉が行われたが不調に終わった。
しかし、工場閉鎖後の2002年（平成14年）から毎年「諏訪圏工業メッセ」の会場として開かれていることなどから、諏訪地方精密工業の発祥の地としての意義を認めた諏訪市が、諏訪市土地開発公社を通じて2006年（平成18年）に約20億8000万円で買収した。諏訪市は市役所内に「旧東バル跡地活用プロジェクト」を設けて「諏訪湖イベントひろば」（または諏訪湖イベントホール）として活用方法を検討した。
スカイライン、ダットサン1000、ロールスロイス等の国内外の名車、旧車（クラシックカー）を全国の愛好家らが持ち寄った200台余を展示するイベント「カーフェスタ諏訪湖」等数々のイベントに活用されてきた。また、イベント会場としてだけでなく、「ソロモンの偽証」（2015年）、「さらば あぶない刑事」（2016年）、「Fukushima 50」（2020年）等をはじめとする映画や、欅坂46『ガラスを割れ!』（2018年）、MAN WITH A MISSION『Take Me Under』（2018年）、岡崎体育『感情のピクセル』（2017年）等アーティストのミュージック・ビデオの撮影場所としても活用された。
諏訪市が2021年度（令和3年度）にまとめた跡地利用の基本計画では、建物は解体する方針になっている。2022年（令和4年）10月、メッセ期間中に旧工場の建物で外壁上部が剥がれ落ちる事故が発生したため、市は2022年度末で建物の使用を停止することになった。
なお、諏訪圏工業メッセについては2023年度から岡谷市民総合体育館とテクノプラザおかやに会場を移すことになった。

## 沿革

### 旧・東洋バルヴ株式会社
- 1919年 - 北澤國男らが、長野県諏訪郡上諏訪町湯の脇にバルブ・コック製造販売「北澤製作所」を創業。
- 1938年 - 長野県諏訪郡上諏訪町衣之渡に衣之渡工場（のち諏訪工場）開設。北澤製作所から「東洋バルヴ工業株式会社」を分社。
- 1943年 - 株式会社化し「北澤工業株式会社」に改称。
- 1947年 - 鋳鉄バルブの生産、輸出再開。
- 1951年 - 常務の北澤利男（北澤國男長男）が独立し、株式会社北澤製作所（現・キッツ）を創業。
- 1953年 - 東洋バルヴ工業株式会社を合併。
- 1962年 - 福利厚生施設として北澤会館（現・諏訪市文化センター[9][10]）が建設される｡
- 1963年 - 「東洋バルヴ株式会社」に社名を改称。
- 1964年 - 通産省「第1回輸出貢献企業」に認定。
- 1966年 - ダクタイル鋳鉄バルブの生産開始。
- 1975年 - 鋳鉄バルブの量産システム完成。
- 1976年 - 881億9300万円の負債を抱えて東京地裁に会社更生法の適用を申請。
- 1991年 - メンテナンス業務を行う子会社「株式会社トーバルエンジ」を開設。
- 1997年 - 茅野工場（長野県茅野市金沢）が完成。
- 1999年 - 日本バルジ工業株式会社と合併し、バルジ事業部設立。
- 2000年 - 東尾メック株式会社と業務提携し、アバカス継手を発表。
- 2002年 - 諏訪工場を廃止し茅野工場に統合。
- 2003年 - 諏訪工場跡地に「東洋バルヴ創業の地」記念碑を建立。
- 2004年 - 株式会社キッツがバルブ事業を買収。三井物産89%出資の子会社「株式会社エヌビーアイ」に改称。
- 2007年 - 諏訪工場跡地の売却完了を受けて企業清算し、解散。

### 現・東洋バルヴ株式会社
- 1978年 - 株式会社北沢バルブ（現・キッツ）が100%出資の非鉄金属製品販売会社「株式会社キッツマテリアル」（本社・長野県茅野市宮川）を開設。
- 2004年 - キッツが、キッツマテリアルを受け皿会社として旧・東洋バルヴ株式会社のバルブ事業を買収。キッツマテリアルは東洋バルヴ株式会社に社名を改称（本社・東京都中央区日本橋室町、本店・長野県茅野市金沢）。旧・東洋バルヴ保有の株式を譲受し、タイのToyo Valve (Thailand) Co., ltd.を子会社化。
- 2005年 - 本社を東京都中央区日本橋人形町に移転。
- 2012年 - 生産部門を分割し、親会社であるキッツに移管。

## 主な製品
- 各種バルブ
  - 給水・給湯用
  - 空気圧自動式
  - 電動式
  - 消防設備用一斉開放弁
  - 消防設備用流水検知装置
  - 雨水集水用雨水制御弁
- 水処理装置（除菌・浄化）
  - 農業用
  - 温泉用
  - 温水プール用
  - 工業用